# Aritmética ordinal
En teoría de conjuntos, la aritmética ordinal describe tres operaciones de la aritmética —suma, multiplicación y exponenciación— aplicadas a los números ordinales. Cada operación puede definirse bien por recursión transfinita, bien definiendo los conjuntos bien ordenados que las representan.

## Suma
En la suma de dos ordinales α y β, se considera el conjunto dado por la totalidad de los elementos de ambos, ordenado de forma que todos los elementos de β son mayores que todos los elementos de α. Este conjunto está bien ordenado, y su ordinal correspondiente es α + β. De manera más técnica:
| {\displaystyle \alpha +\beta ={\overline {\alpha \times \{0\}\cup \beta \times \{1\}}}} , |

donde se considera el orden dado por

{\displaystyle (\gamma ,n)<(\delta ,m)\Leftrightarrow {\text{O bien }}n<m{\text{, o bien }}n=m{\text{ y }}\gamma <\delta }

Esta definición es compatible con la definición por recursión transfinita:
| La suma de ordinales α + () : On → On verifica: - α + 0 = α - α + β′ = (α + β)′ - α + λ = ∪γ < λ (α + γ) |

Esta suma ordinal es asociativa y con elemento neutro (α + 0 = 0 + α = α), pero no es conmutativa. Por ejemplo 1 + ω = ω ≠ ω + 1.
| Demostración |
| En efecto, el ordinal 1 + ω es el isomorfo al conjunto {\displaystyle \{0',0,1,2,3,\ldots \}} donde se ha añadido un único elemento, menor que todos los demás. Es obvio que este conjunto no es más que un «cambio de nombre» de los elementos de ω. Sin embargo, en ω + 1, se considera el ordinal isomorfo a {\displaystyle \{0,1,2,3,\ldots ,0'\}} donde el nuevo elemento que se añade es mayor que el resto, y en ω no hay elemento maximal. |

## Producto

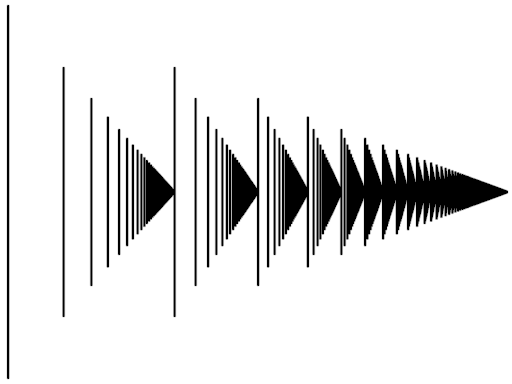
Representación visual de ω^{2}, «omega copias de omega». Cada línea vertical es un ordinal de la forma ω·m + n, es decir, el elemento n-ésimo de la «copia» m-ésima de ω.

De igual modo, para el producto de dos ordinales α y β, se considera una copia de α por cada elemento de β, donde dentro de cada copia se respeta el orden de α, y elementos de distintas copias se ordenan por su «índice» en β. De manera más técnica:
| {\displaystyle \alpha \cdot \beta ={\overline {\alpha \times \beta }}} |

donde en α×β se considera el orden dado por:

{\displaystyle (\gamma ,\delta )<(\gamma ',\delta ')\Leftrightarrow {\text{ O bien }}\delta <\delta '{\text{, o bien }}\delta =\delta '{\text{ y }}\gamma <\gamma '}

De nuevo, esta definición es compatible con la definición por recursión transfinita:
| El producto de ordinales α · () : On → On verifica: - α · 0 = 0 - α · β′ = α·β + α - α · λ = ∪γ < λ (α · γ) |

El producto de ordinales es asociativo, con elemento neutro (α·1 = 1·α = α) y elemento absorbente (α·0 = 0·α = 0), pero de nuevo no es conmutativa: 2·ω = ω ≠ ω·2 = ω + ω.
| Demostración |
| El ordinal 2·ω es el isomorfo al conjunto {\displaystyle \{0,0',1,1',2,2',3,3',\ldots \}} donde las «copias» van «emparejadas». Es obvio que esto corresponde a un «cambio de nombre» de los elementos de ω. En el caso de ω·2, el conjunto considerado es {\displaystyle \{0,1,2,3,\ldots ,0',1',2',3',\ldots \}} siendo todos los elementos de la segunda copia mayores que los de la primera. Ningún cambio de nombre en ω puede dar esta estructura (nótese por ejemplo que dentro de ω·2 no se da el principio de inducción de los números naturales). |

## Exponenciación
La exponenciación de números ordinales se define de manera sencilla mediante recursión transfinita:
| El ordinal αβ (con α ≠ 0) viene dado por: - {\displaystyle \displaystyle \alpha ^{0}=1} - {\displaystyle \alpha ^{\beta +1}=\alpha ^{\beta }\cdot \alpha } - {\displaystyle \alpha ^{\lambda }=\bigcup _{\gamma <\lambda }\alpha ^{\gamma }} |

Esta definición es equivalente a otra en términos de conjuntos bien ordenables:
| Sean A y B conjuntos bien ordenables con tipo de orden α y β respectivamente. Sea BA el conjunto de funciones de B en A de soporte finito: BA = {f : B → A : Las imágenes f(b) distintas de a0 son finitas} donde a0 es el elemento mínimo de A, y considérese BA ordenado según f < g si y sólo si f(b) < g(b) , donde b es el máximo elemento de B tal que f(b) ≠ g(b) Entonces BA está bien ordenado y su ordinal es αβ. |

La exponenciación ordinal verifica varias de las propiedades de la exponeciación ordinaria:
{\displaystyle \alpha ^{\beta }\cdot \alpha ^{\gamma }=\alpha ^{\beta +\gamma }{\text{ , }}\alpha ^{\beta \cdot \gamma }=(\alpha ^{\beta })^{\gamma }{\text{ , }}1^{\alpha }=1{\text{ , }}\alpha ^{1}=\alpha }
La exponenciación ordinal es muy diferente a la cardinal. Por ejemplo, 2ω = ω es numerable (a diferencia de 2ℵ0).
| Demostración |
| ω es un ordinal límite, por lo que {\displaystyle 2^{\omega }=\cup _{n\in \omega }2^{n}} La exponenciación ordinal de números naturales coincide con la noción habitual de exponenciación. Por lo tanto, 2ω es el supremo de una sucesión de números naturales, luego ha de ser menor o igual que ω. Pero dicha sucesión no tiene máximo dentro de los números naturales, luego 2ω no puede ser ningún número natural. Por tanto 2ω = ω. |